# Jerseyville, Illinois
Jerseyville là một thành phố thuộc quận Jersey, tiểu bang Illinois, Hoa Kỳ. Năm 2010, dân số của thành phố này là 8465 người.

## Dân số
Dân số qua các năm:
- Năm 2000: 7984 người.
- Năm 2010: 8465 người.